# ГЕС Лауфенбург
ГЕС Лауфенбург — гідроелектростанція на річці Рейн на кордоні між Німеччиною та Швейцарією. Розташована між іншими ГЕС рейнського каскаду Albbruck-Dogern (вище по течії) та Зеккінген.
Будівництво електростанції Лауфенбург на Високому Рейні припало на період з 1909 по 1914 роки, з подальшим розширенням у 1920-х. А в 1994 році встановлені тут десять турбін типу «Каплан» замінили на турбіни STRAFLO, які при напорі у 10 метрів забезпечують виробництво 700 млн кВт·год на рік.
У межах проєкту Рейн перекрили греблею, у лівій частині якої облаштовано машинний зал, а у правій чотири водопропускних та один невеликий судноплавний шлюз, який має розміри 30 × 12 метрів.
Видача продукції відбувається по ЛЕП, що працює під напругою 110 кВ.
Станція обладнана двома спорудами для пропуску риби, що сприяє збереженню природної біосфери річки.